# Collettea rotundicauda
Collettea rotundicauda is een naaldkreeftjessoort uit de familie van de Colletteidae. De wetenschappelijke naam van de soort is voor het eerst geldig gepubliceerd in 1983 door Kudinova-Pasternak.